# بلانش پیسون
بلانش پیسون (انگلیسی: Blanche Payson؛ ‏ ۲۰ سپتامبر ۱۸۸۱ – ۴ ژوئیهٔ ۱۹۶۴) بازیگر اهل ایالات متحده آمریکا بود.
از فیلم‌هایی که وی در آن نقش داشته‌است، می‌توان به اسکار آرام، بی‌رنج گنج میسر نمی‌شود، نیمچه مرد، در گرداگرد شهر، سه عصر، زن ما، محض رضای خدا، زیر صفر، آیا لازم است مردان پیاده به منزل بروند؟، آ لا کابارت، نوای برادوی و همدست اشاره کرد.